# توم بيانكي
توم بيانكي (بالإنجليزية: Tom Bianchi)‏ هو مصور أمريكي، ولد في 1945 في أوك بارك في الولايات المتحدة.

## وصلات خارجية
- توم بيانكي على موقع IMDb (الإنجليزية)